# 廣東省政府 (中華民國)

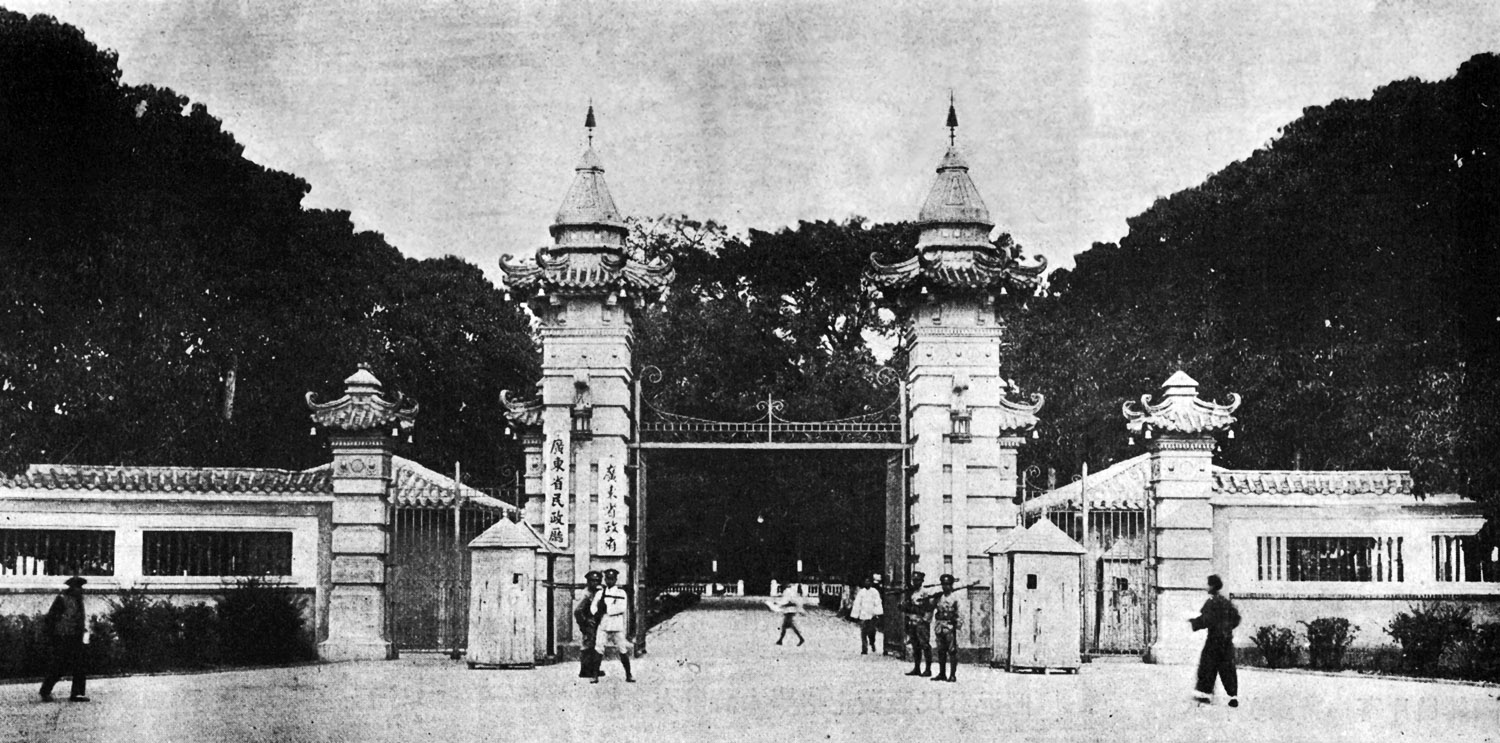
廣州市越華路的中華民國廣東省政府、廣東省民政廳。

廣東省政府是中華民國國民政府在廣東省的最高地方行政機構。廣州國民政府成立後，於民國14年（1925年）7月3日由廣東省長公署改組，直屬國民政府管轄。1949年10月，廣東省政府人员随国府迁台，省政府解散。

## 構成

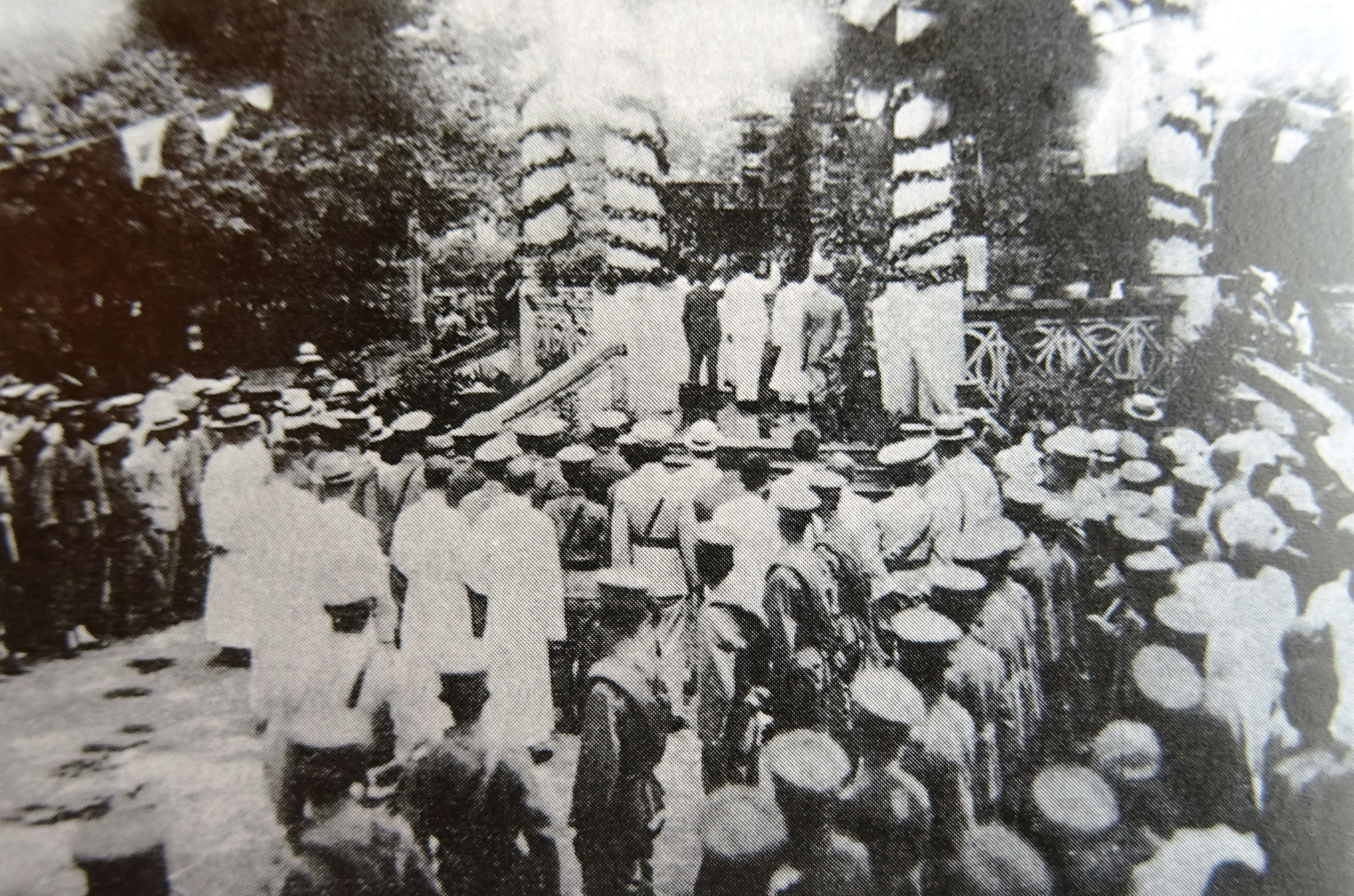
1925年7月3日，省政府各廳長在廣州中央公園宣誓就職時的盛況

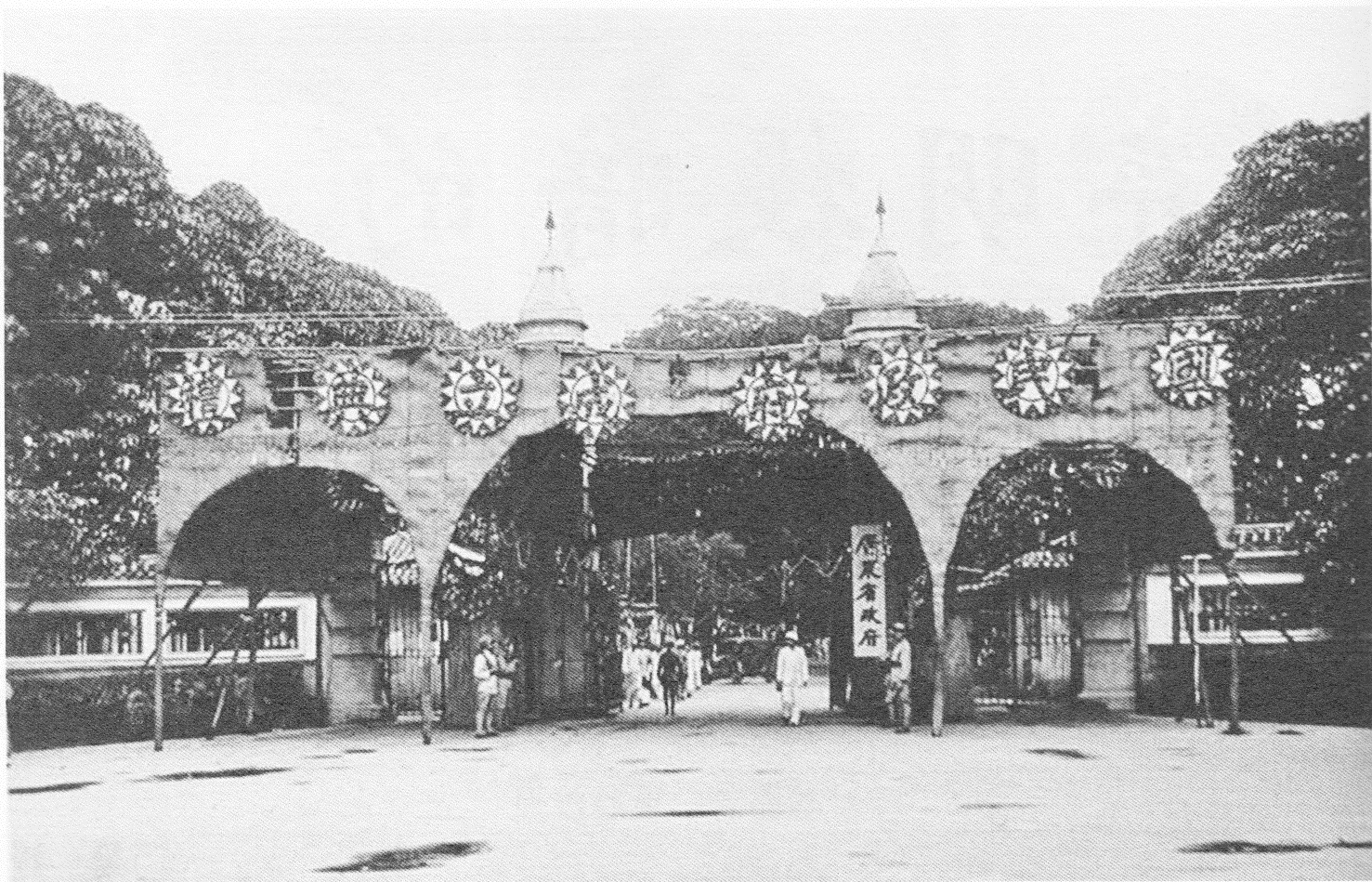
國民政府成立典禮，政府遷往武漢後，這裡便作為廣東省政府所在地。

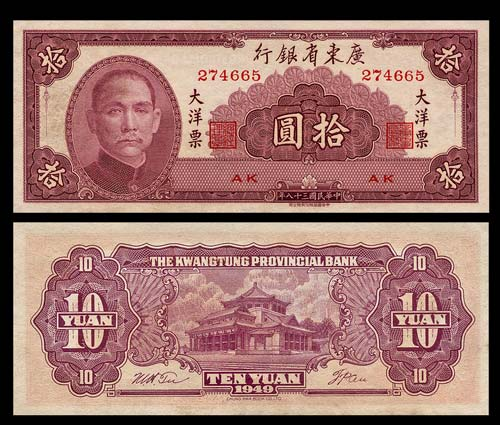
廣東省銀行發行的鈔票。

民國十四年（1925年）7月1日，國民政府在廣州成立，並頒佈了《國民政府組織法》、《廣東省政府組織法》。地方的行政管理體制，改省、道、縣三級制為省、縣二級制。地方政府機構名稱一律改稱「政府」，省長公署改為「省政府」，縣知事公署改為「縣政府」，市政廳改為「市政府」。省政府行政體制由獨任制改為合議制，即由省長制變為委員制。
廣東省政府設廣東省省務會議，省務會議由省政府各廳長（7至11人）組成，並推舉許崇智為第一屆廣東省政府主席。民國十五年（1926年），改省務會議為廣東省政府委員會，委員會委員不變，但規定從委員中選出2至5人組成常務委員會，再由常委會推舉1人為主席主持日常工作。民國十六年（1927年），國民政府公佈修正省政府組織法，廢除常務委員制，規定省府委員人數9至15人，設主席1人，主席由委員推選；10月，國民政府又規定，省政府主席由國民政府指定，主席不能執行職務時由委員會推選1人暫行代理。

### 直属机构
廣東省政府機構下設軍政、民政、財政、建設、商務、教育、農工7廳（先後有增減），另設立秘書處為省政府辦事機構；設秘書長1人及秘書若干人，辦理省政府機要、文書、會計、庶務、編制、統計以及不屬於各廳管理的事項。

### 派出机构
抗日戰爭期間，民國廿七年（1938年）10月省政府北遷，設西江、東江、南路和瓊崖4個行政公署，代表省政府管理廣東省各縣。民國廿八年至29年間，4個行政公署先後撤銷。

## 省政府駐地
廣東省政府的省會一直在廣州。中國抗日戰爭爆發後，民國廿七年（1938年）10月21日，廣州淪陷，省政府主席吳鐵城率省府遷至連縣。民國廿七年12月20日，國民政府決定改組廣東省政府，任命李漢魂為省政府主席。民國廿八年（1939年）2月，省府人員集中曲江縣韶關辦公，韶關成為廣東省的戰時省會；是年冬，因粵北第一次會戰，省政府暫向連縣疏散，後又遷回韶關。民國34年（1945年）1月，因日軍侵佔韶關，省政府遷至龍川；日軍撤退後，省政府遷回。民國三十四年（1945年）8月15日，日本投降；9月1日，省政府遷回廣州，1947年廣州升格直轄市，但廣東省省會並未遷出。
而民國廿九年（1940年）汪兆銘政權成立，隨即在同年4月24日成立廣東省政府，省會設於廣州；其實所轄地為日軍所佔之區域，含廣州市、汕頭市及南海、番禺、順德、三水、花縣、東莞、寶安、中山、開平、恩平、台山、新會、鶴山、茂名、從化、增城、惠陽、惠東、海豐、陸豐、潮陽、南澳、瓊海、萬靈、陵水、三亞等縣。先後以陳公博、陳耀祖、陳春圃、褚民誼為省主席。另設廣東省政指導員，以汪兆銘夫人陳璧君出任，民國三十四年8月17日被廢止。

民國38年（1949年）10月14日，广州解放，解放军接管省政府在广州城的所在。张实杰回忆所在部队接管时，
“那时候稀里糊涂的也不知道是省政府。也没有费过一枪一弹。里面还有工作人员在维持秩序、看着房子，军队就没有了。那里面的资料、文件什么都没有毁坏，都保存下来了。”
10月15日，廣東省府主席薛岳退至海南特區海口市，廣東省府人員則遷到台灣並全數遣散。目前，广东省档案馆收藏包括广东省政府在内，民国时期广东省党、政、军、司法、社会团体、企事业单位形成的档案。

## 歷任廣東省政府主席

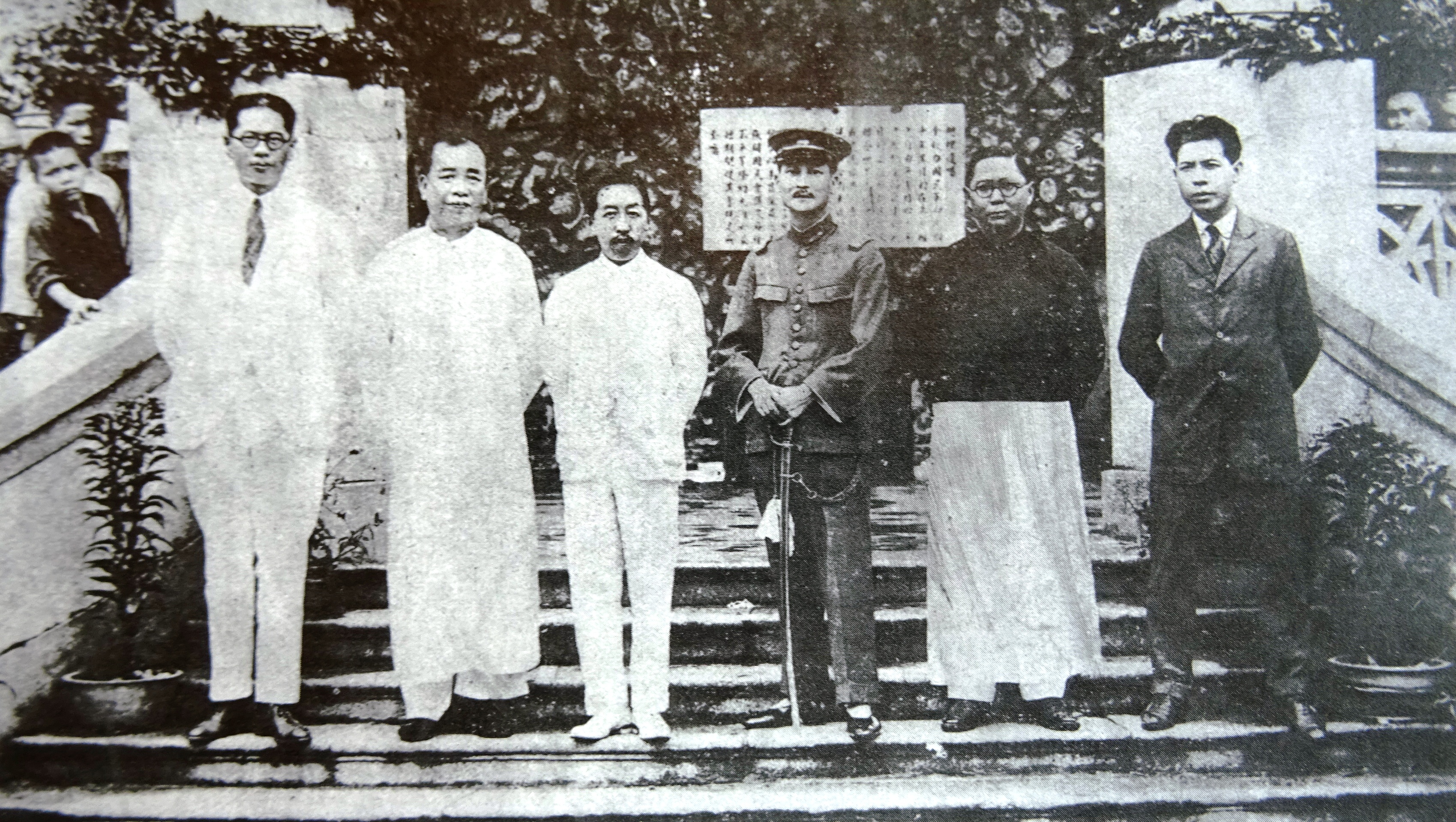
1925年在廣州中央公園音樂亭的首屆省政府各首長，左到右：商務廳長宋子文，民政廳長古應芬，財政廳長廖仲愷，軍事廳長兼省務會議主席許崇智，建設廳長孫科，農工廳長陳公博。

- 許崇智，1925年7月3日 - 1925年8月
- 陳樹人，1925年8月 - 1926年11月10日
- 孫科， 1926年11月13日 - 1926年12月7日
- 李濟深，1926年12月7日 - 1928年7月3日
- 馮祝萬，代省主席, 1928年7月3日 - 1928年12月19日
- 陳銘樞，1928年12月19日 - 1931年5月12日
- 陳濟棠，1931年5月12日 - 1932年5月3日
- 林翼中，1932年5月3日 - 1936年7月29日
- 黃慕松，1936年7月29日 - 1937年3月
- 吳鐵城，1937年3月 - 1938年12月23日
- 李漢魂，1938年12月23日 - 1945年8月31日
- 劉永誥，國民政府特派員，1945年8月31日 - 1945年9月19日
- 羅卓英，1945年9月19日 - 1947年10月3日
- 宋子文，1947年10月3日 - 1949年1月24日
- 薛岳，1949年1月24日 - 1950年5月